# 美森すずか
美森 すずか（みもり すずか、1994年5月14日 - ）は、日本のAV女優である。2015年時点での身長は154cm。ニックネームは「美森」「すぅーちゃん」「みもりん」。東京都出身。ロータスグループ所属。2016年3月を以って引退。

## 略歴
- 同じ事務所の先輩である鈴村あいりに憧れ、2015年4月にAV女優として活動を開始する。AVの映像以外にも独自のアイディアと発想力でツイキャスにて冠ラジオ形式キャスすずキャス!を配信したり、元々の趣味であるカメラを企画化しInstagramにて「美森写真館」にて自ら撮影した作品を公開している。

最近では自身の所有する一眼レフで撮影·編集など手掛け、オリジナル企画動画をすずキャス!にて公開している。

## 人物

### 家族構成
- 家族は母との二人暮らし。現在は猫と一人暮らしをしている
- 幼少期、母と仲が悪かったエピソードがよくすずキャス!にて語られるが現在は一緒にアイドルコンサートや食事に行ったりと仲は良好になっている模様。
- 野菜嫌いや神経質な面を持つ母親のエピソードをコミカルに取り上げキャス内で多く取り上げている。
- 本人談、母親はハロプロヲタクらしく、ファンクラブにも入るほど熱狂的。

### 人物
- 真面目な口調で爽やかな外見を持つがヲタクな一面も多く持つ。また、好奇心旺盛のためハマると一直線になる習性がある。
- テンションが上がるとTwitterでの文章に擬音を並べて絶叫する癖がある。
- 同じ事務所の鈴村あいりを神と崇め、本人のDVDイベントや写真集イベントにも出現している。鈴村あいりの写真集「告解」を合計10冊購入している。
- 同じ事務所の桜庭うれあ、西口あられ、平清香。クローネの宮沢ゆかりと仲がいい。特に共通点が多く演技力が高い桜庭うれあに対して「友達だけど大切なライバル」と発言している。
- セクシー女優になるまで、同世代の女性の友達がいなく、年上のヲタ友とばかり遊んでいた。
- 成人式では、中学校に友達がいなかったため、始まるギリギリまでトイレにこもっていたというエピソードがTwitterにて語られている。
- 読書家であり、趣味の知識の大半は本から習得している。
- 人見知りと本人は述べているがすずキャス!内ではアドリブの効いた取り回しや各コメントを拾うと即座に話題を広げる事が出来ることから弁の立つ一面も見られる。
- ファンとの交流を大切にしており、Twitterではセクシー女優異例の相互フォローを可能にしていたり、貰ったプレゼント(大量の酒)をその日のうちに持って帰るなどの姿が見られる。
- プレゼントされた酒は、すずキャス!の「居酒屋すず」のコーナーによって紹介される。引退前には、Twitterにて紹介されていた。
- 同じ事務所所属である阿部乃みく等が参加しているマシュマロ3d+の会場に時たま訪れるがプライベートになると一切話せなくなる様子。
- 内気たが安全だと本人が判断した相手には自分から抱きつく事も多い。
- 仲良くなった相手には、甘えたになる。
- 西口あられには、よくトントン(背中を軽く叩く仕草)をして貰いながら寝かしつけられている。
- 祖母や母親が元歌手を目指していたという事もあり、歌が上手く、キャスの特別企画と題してカラオケキャスも過去に配信している。
- 性格についての本人談はヘタレで根暗。しかし、アイディアメーカーであり自らの趣味を武器にすぐに企画化に移すなどフットワークが軽い。
- 本人談機械には弱いらしいがデジタル製品には目がないらしく使用する一眼レフを使ってムービーを作ることも出来る。
- 学生の頃、モーニング娘。の研修生オーディションやAKB48のチームBオーディションを受けた事がある。
- アイドルが好きだが接触にはめっぽう弱く握手会などの接触行為が苦手。やむをえず行動に移す際はTwitterで発狂することもある。
- 自撮りが苦手であり時間をかかるので、Twitterでは趣味や旅の写真が多く、あまり本人の写真をアップしない。
- 学生時代ライターを目指していたこともあってか文章力があり鉄道旅の出来事を紀行文としてブログ「美森すずか のらくら紀行ブログ」に綴っている。
- 胃が弱くラーメンやカレー。肉など脂っこいものが食べられない。
- 母の影響からか九州に愛着心を持っており、水炊きやもつ鍋を好む。
- 好きな食べ物はたい焼きと水炊きと軽羹
- アロマセラピストの資格を所持している。

### 趣味、嗜好
- 無数のアイドル好きであり、特に地下アイドルを好む。すずキャス!では「ミモリーズミュージック」というアイドルを紹介する企画も行っている。
- アイドルのCDを集める事が好きで家のCDラックからは溢れるほど大量に所有している。
- 同じ事務所の阿部乃みく·篠宮ゆりが所属するアイドルグループマシュマロ3d＋のファンであり、何度かイベントにも足を運んでいる。
- マシュマロ3d＋での推しは、マシュマロミント(彩城ゆりな)。
- 酒好き。特に日本酒を好み、焼酎は九州のものを好む。百年の孤独や森伊蔵を好む。
- ビートルズが好きでレコードを中古レコード店に通い採集している。
- 高校の頃から写真部に所属し独学でカメラを勉強している。所有カメラ台数は本人曰く約30台。
- パナソニックなどのマイクロフォーサーズが好きで多く所有している。
- 鉄道が好きでありローカル線を中心に地方へカメラを持って放浪する時がある。
- 好きなローカル線はひたちなか海浜鉄道と天竜浜名湖鉄道。
- スニーカー採集もしており靴箱に納まりきれないほど所有している。
- 時計収集もしており、好きなメーカーはTIMEX。
- 音楽に関しては母の影響を強く受けているためか、80年代アイドルやBOØWYを好みカラオケキャスでも披露している。
- 頭文字Dを愛読書としており、AV作品の中でも「マツダ・RX-7が好き」と述べている。
- 絵にも興味があり、特に印象派が好き。好きな画家はルノワールとモリゾ。

## 作品

### 映像作品
- 素人AV体験撮影914 すずか 21歳 幼稚園教諭 素人、幼稚園教諭役（2015年6月4日、シロウトTV）
- 完全ガチ交渉！噂の、素人激カワ看板娘を狙え！vol.26 （2015年7月21日、プレステージ）
- 嫁の母 菊池えり 娘役として出演。（2015年09月25日、マドンナ）
- 女子校生スクール中出し乱交〜放課後の教室で乱交した思い出 2〜（2015年10月23日、TMA）
- ザ・面接 VOL.146 立派なマツタケしゃぶりた〜い！類は友を呼んでます（2015年10月23日、アテナ映像）
- 小悪魔女幹部＆女戦闘員レズ輪姦 電撃戦隊パーフェクトレンジャー 黒服部下として出演。（2015年10月23日、ギガ）
- セクシースタイルバトル Vol.4 美森すずか vs 浜本まり (2015年12月11日、バトル)
- 黒魔術少女戦士 黒乃メイサ（2015年12月25日、ギガ）
- ファイティングガールズ15 2015.12.12 ～聖戦-JIHAD～ (2015年12月12日、バトル)
- 嫁の母 風間ゆみ 娘役として出演。(2016年1月25日、マドンナ)
- バトル正規軍 VS 反バトル連盟 全面戦争 一章 宣戦布告! 逆襲の河西あみ (2016年2月26日、バトル)
- 女子校生集団催眠中出し乱交 (2016年5月13日、TMA)

### ツイキャス
- 美森すずかのすずキャス!（2015年8月30日 - ）

### 写真活動
- 「美森写真館」 （Instagram）